# Terner Adolf
Újfalusi Terner Adolf (Buda, 1835. május 3. – Pozsony, 1918. február 13.) bölcseleti és filozófiai doktor, geográfus, egyetemi tanár.

## Élete
Középiskoláit a fővárosban végezte 1845 és 1854 között, a műegyetemet Budán 1854-től 1857-ig és Bécsben 1857-től 1860-ig látogatta. 1861. április 14-től 1867. május 31-ig a történelem helyettes tanára volt a budai II. kerületi főreáliskolában. 1865. november 3-án nyert tanári oklevele alapján 1867. június 1-jén rendes tanár lett és 1872. szeptember 16-án a minisztérium saját kérelmére a pesti állami főreáliskolához helyezte át. 1873. február 10-én a kormány németországi egyetemekre küldte ki, Lipcsében és Brünnben három félévet töltött.
Hazatérve, a király 1874. július 31-én a kolozsvári egyetemre az egyetemes és összehasonlító földrajz rendes tanárának s Trefort Ágoston miniszter 1874. október 7-én az Országos Középiskolai Tanárvizsgáló Bizottság tagjának nevezte ki. A bölcseleti kar 1884. március 25-én tiszteletbeli doktornak, 1880-ban dékánnak, s az egyetem 1898-ban rektornak választotta. Megalapította a kolozsvári egyetem földrajzi intézetét és a földrajzi múzeumot; a földrajzi intézetet véglegesen csak akkor tervezhette, mikor 1895. április 25-én évi 300 korona átalányt és 1896-ban három teremből álló helyiséget kapott számára.
1904. december 21-én nyugalomba lépvén, a király őt és törvényes utódait magyar nemességre emelte; arcképét pedig a bölcseleti kar Melha Vincével megfestette. Nyugalomba vonulásakor egy ideig Kolozsvárt maradt; 1908 augusztusában nejével együtt Pozsonyba unokáihoz vonult.
Cikkei az Orsz. Középtanodai Tanáregylet Közlönyében (1868. A földrajz jelentősége és módszere a középtanodákban, 1871-1873. könyvism., 1882-83. A térképrajzolás); a Természettud. Közlönyban (I. 1869. A Vezuv dagálya és apálya, könyvism., 1873. Hunfalvy «Ég és föld» c. művéről, Az északi sark és az észak-keleti átjárat kérdése és könyvism.); a M. Tanügyben (1872. könyvism., 1892. Columbus Kristóf emléke); a Földrajzi Közleményekben (1873. Payer és Weydrecht előzetes expeditiója, Az osztrák-magyar expeditio); Az Erdélyi Múzeumban (1886. A tudom. egyetemek Ázsiában); a M. Polgárban (1885. 142. sz. A szőlőtő pusztítói az ókorban, 145. A panamai csatornáról); a kolozsvári cs. és kir. katonai körben tartott előadások (1891. Magellán világútjáról, 1894. A Meleg- és Hideg-Szamos forrásvidéke és a bihari barlangzóna); az EMKE erdélyi Utikalauzában (1891. A gyalui havasok forrása).

## Munkája
- Kozen B., Földrajzi Atlasa. Ford. Bécs és Olmütz, 1870. (Ism. Tanáregylet Közlönye).

Kéziratban van tizenöt egyetemi előadásának szövege.